# Porphyrinia rectifascia
Porphyrinia rectifascia är en fjärilsart som beskrevs av De Joannis 1893. Porphyrinia rectifascia ingår i släktet Porphyrinia och familjen nattflyn. Inga underarter finns listade i Catalogue of Life.